# Xiphulcus additor
Xiphulcus additor är en stekelart som beskrevs av Aubert 1977. Xiphulcus additor ingår i släktet Xiphulcus och familjen brokparasitsteklar. Inga underarter finns listade i Catalogue of Life.